# Bianca Basílio
Bianca Barbosa Basílio (Franca, 2 de fevereiro de 1996) também conhecida como Bia Basílio, é uma lutadora de Submission Wrestling, Artes Marciais Mistas (MMA) e de Jiu-Jítsu Brasileiro (BJJ).
Multicampeã mundial nas faixas coloridas, Basílio é faixa-preta bicampeã mundial de Jiu-Jitsu, bicampeã pan-americana, campeã brasileira, campeã mundial do Submission Fighting do ADCC e tricampeã mundial do torneio Abu Dhabi Pro.

## Infância e juventude
Bianca Barbosa Basílio nasceu em 2 de fevereiro de 1996 em Franca, interior do estado de São Paulo e ainda jovem mudou-se com a família e se estabeleceu em Itaquera, bairro da zona leste da capital paulista.

## Carreira

### Jiu Jitsu brasileiro
Depois de praticar ginástica por alguns anos descobriu o Jiu-Jitsu. Aos 12 anos começou a treinar com Diogo Almeida, cofundador da Almeida JJ, um projeto social que era realizado nos fundos da casa dele. Após receber a faixa laranja, o irmão Caio Almeida assumiu o treinamento. Aos 15 anos Bianca conquistou seu primeiro título mundial na faixa-azul júnior. Em 2016, na faixa-marrom, Basílio conquistou o campeonato Brasileiro, o Pan-Americano e o Mundial de Jiu-Jitsu, resultando em sua promoção à faixa-preta em dezembro do mesmo ano por seus professores, Caio e Diego Almeida. Em junho de 2022, Basílio sagrou-se Campeã Mundial de Jiu-Jitsu de 2022 ao derrotar Amanda Canuto por vantagens (0-0, 3-0 vantagens).
Basilio foi escalada para competir contra Tammi Musumeci no ONE Fight Night 8 em 24 de março de 2023. Ela perdeu a luta por decisão unânime.
Basilio disputou então o Campeonato Brasileiro de Jiu-Jitsu no dia 7 de maio de 2023 e conquistou o ouro no peso pena.
Basilio disputou o Mundial 2023 da IBJJF nos dias 3 e 4 de junho de 2023 e conquistou a medalha de ouro no peso pena.
Basílio estava escalada para disputar o cinturão peso-pena contra Anna Rodrigues no BJJ Stars 12, em 27 de abril de 2024. No entanto, ela se retirou pouco antes do evento e foi substituída por Ana Schmitt.
Basílio enfrentou Nanami Ichikawa em uma luta de submission grappling com limite de 60kg no dia 3 de maio de 2024, no ONE Fight Night 22. Ela venceu a luta por finalização em apenas 35 segundos.
Basílio conquistou medalhas de ouro nas divisões meio-pesado sem kimono e absoluto no IBJJF São Paulo Open 2024, em 21 de julho de 2024.
Basílio foi convidada para competir na divisão até 55 kg no Campeonato Mundial do ADCC de 2024. Ela derrotou Brenda Larissa e Anna Rodrigues por decisão antes de ser finalizada por Adele Fornarino na final, ficando com a medalha de prata. Ela voltou a competir na divisão absoluta feminina e foi derrotada por Rafaela Guedes por pontos na primeira rodada.

### Artes Marciais Mistas (MMA)
Em 2022, Basílio ingressou no MMA amador e se juntou ao Team Bahrain na Supercopa da IMMAF representando o Reino do Bahrein. Ela fez sua estreia no MMA nas quartas de final após derrotar Shohona Ghozoeva, do Tadjiquistão, no round inicial com uma chave de braço. O time do Bahrein sagrou-se campeão da Supercopa de MMA ao derrotar o time da Irlanda na final.
Basilio anunciou no início de 2023 que pretendia estrear no MMA profissional em algum momento daquele ano.

## Títulos e conquistas

### IMMAF
Equipe Bahrain – Medalha de ouro na Super Cup de 2022

## Cartel no MMA amador
| Cartel no MMA   |           |           |
| 1 luta          | 1 vitória | 0 derrota |
| Por finalização | 1         | 0         |

-
 
| Res.    | Cartel | Oponente         | Método                | Evento             | Data               | Round | Tempo | Local           | Notas |
| ------- | ------ | ---------------- | --------------------- | ------------------ | ------------------ | ----- | ----- | --------------- | ----- |
| Vitória | 1–0    | Shohona Ghozoeva | Finalização (armlock) | 2022 MMA Super Cup | 2022 de março de 9 | 1     | 1:03  | Manama, Bahrain |       |

## Resumo competitivo no Jiu-Jitsu Brasileiro
Principais conquistas na faixa-preta:
- Campeã Mundial da IBJJF (2022[34] / 2023[35])
- Campeã Brasileira (2023)
- Campeã Pan-Americana da IBJJF (2017 / 2021)
- Campeã do World Pro da AJP (2018 / 2019 / 2021)
- Vice-campeã Mundial da IBJJF (2019 / 2021)
- Vice-campeã Pan-Americana da IBJJF (2018[b])
- Terceiro lugar no Pan da IBJJF (2018, 2019,[c] 2021[b])
- Bicampeã do Abu Dhabi Grand Slam (Abu Dhabi 2019, Rio 2018)[36]

Principais conquistas nas faixas coloridas:
- Campeã Mundial da IBJJF (2014[b] / 2015 faixa-roxa, 2016 faixa-marrom)
- Campeã Europeia da IBJJF (2015 faixa-roxa)
- Campeã Pan-Americana da IBJJF (2015 faixa-roxa, 2016[c] faixa-marrom)
- Campeã Pan Juvenil da IBJJF (2013[c] faixa-azul)
- Campeã Mundial Juvenil da IBJJF (2012–2013[c] faixa-azul)
- Campeã Brasileira Juvenil da IBJJF (2013 faixa-azul)
- Vice-campeã do Abu Dhabi Pro da AJP (2015–2016 faixa-marrom/preta)
- Vice-campeã Pan-Americana da IBJJF (2015[b] faixa-roxa)
- Vice-campeã Brasileira da IBJJF (2015[b] faixa-roxa)
- Terceiro lugar no Mundial da IBJJF (2014 faixa-roxa)
- Terceiro lugar no Pan da IBJJF (2014 faixa-roxa)
- Terceiro lugar no Brasileiro da IBJJF (2016[b] faixa-marrom)

## Resumo competitivo no Grappling
Campeã Mundial do ADCC (2019)